# Seznam dílů seriálu Bobovy burgery
Toto je seznam dílů seriálu Bobovy burgery.

## Přehled řad
| Řada | Díly          | Premiéra v USA  | Premiéra v USA  | Premiéra v ČR     | Premiéra v ČR     |
| Řada | Díly          | První díl       | Poslední díl    | První díl         | Poslední díl      |
| ---- | ------------- | --------------- | --------------- | ----------------- | ----------------- |
| 1    | 13            | 9. ledna 2011   | 22. května 2011 | 25. prosince 2011 | 5. února 2012     |
| 2    | 9             | 11. března 2012 | 20. května 2012 | 14. června 2022   | 14. června 2022   |
| 3    | 23            | 30. září 2012   | 12. května 2013 | 14. června 2022   | 14. června 2022   |
| 4    | 22            | 29. září 2013   | 18. května 2014 | 14. června 2022   | 14. června 2022   |
| 5    | 21            | 5. října 2014   | 17. května 2015 | 14. června 2022   | 14. června 2022   |
| 6    | 19            | 27. září 2015   | 22. května 2016 | 14. června 2022   | 14. června 2022   |
| 7    | 22            | 25. září 2016   | 11. června 2017 | 14. června 2022   | 14. června 2022   |
| 8    | 21            | 1. října 2017   | 20. května 2018 | 14. června 2022   | 14. června 2022   |
| 9    | 22            | 30. září 2018   | 12. května 2019 | 14. června 2022   | 14. června 2022   |
| 10   | 22            | 29. září 2019   | 17. května 2020 | 14. června 2022   | 14. června 2022   |
| 11   | 22            | 27. září 2020   | 23. května 2021 | 14. června 2022   | 14. června 2022   |
| 12   | 22            | 26. září 2021   | 22. května 2022 | 14. června 2022   | 14. června 2022   |
| 13   | 22            | 25. září 2022   | 21. května 2023 | 12. dubna 2023    | 26. července 2023 |
| 14   | 16            | 1. října 2023   | 22. září 2024   | 13. prosince 2023 | 25. září 2024     |
| 15   | bude oznámeno | 29. září 2024   | bude oznámeno   | 15. ledna 2025    | bude oznámeno     |

## Seznam dílů

### První řada (2011)
| Č. v seriálu | Č. v řadě | Původní název                   | Český název                                                | Režie          | Scénář                           | Premiéra v USA  | Premiéra v ČR                                            | Prod. kód |
| ------------ | --------- | ------------------------------- | ---------------------------------------------------------- | -------------- | -------------------------------- | --------------- | -------------------------------------------------------- | --------- |
| 1            | 1         | Human Flesh                     | Z čeho je ten burger Člověčina (Nova)                      | Anthony Chun   | Loren Bouchard a Jim Dauterive   | 9. ledna 2011   | 25. prosince 2011 (1. dabing) 13. února 2023 (2. dabing) | 1ASA01    |
| 2            | 2         | Crawl Space                     | Zašívárna Škvíra (Nova)                                    | Kyounghee Lim  | Loren Bouchard a Jim Dauterive   | 16. ledna 2011  | 31. prosince 2011 (1. dabing) 14. února 2023 (2. dabing) | 1ASA02    |
| 3            | 3         | Sacred Cow                      | Posvátná kráva Vystrašená kráva (Nova)                     | Jennifer Coyle | Nora Smith                       | 23. ledna 2011  | 1. ledna 2012 (1. dabing) 14. února 2023 (2. dabing)     | 1ASA04    |
| 4            | 4         | Sexy Dance Fighting             | Bojovnice Tina Sexy bojové tanečky (Nova)                  | Anthony Chun   | Steven Davis a Kelvin Yu         | 13. února 2011  | 7. ledna 2012 (1. dabing) 15. února 2023 (2. dabing)     | 1ASA06    |
| 5            | 5         | Hamburger Dinner Theater        | Burgerový kabaret Jídelní divadlo (Nova)                   | Wes Archer     | Dan Fybel a Rich Rinaldi         | 20. února 2011  | 8. ledna 2012 (1. dabing) 15. února 2023 (2. dabing)     | 1ASA05    |
| 6            | 6         | Sheesh! Cab, Bob?               | Bobova oběť Taxikář Bob (Nova)                             | Jennifer Coyle | Jon Schroeder                    | 6. března 2011  | 14. ledna 2012 (1. dabing) 16. února 2023 (2. dabing)    | 1ASA09    |
| 7            | 7         | Bed & Breakfast                 | Pekelná pohostinnost Penzion (Nova)                        | Boohwan Lim    | Holly Schlesinger                | 13. března 2011 | 15. ledna 2012 (1. dabing) 16. února 2023 (2. dabing)    | 1ASA08    |
| 8            | 8         | Art Crawl                       | Umělecká smršť Festival umění (Nova)                       | Kyounghee Lim  | Lizzie Molyneux a Wendy Molyneux | 20. března 2011 | 21. ledna 2012 (1. dabing) 17. února 2023 (2. dabing)    | 1ASA07    |
| 9            | 9         | Spaghetti Western and Meatballs | Smiřovací metody Špagetový western a masové kuličky (Nova) | Wes Archer     | Kit Boss                         | 27. března 2011 | 22. ledna 2012 (1. dabing) 17. února 2023 (2. dabing)    | 1ASA10    |
| 10           | 10        | Burger War                      | Burgerová válka Válka burgerů (Nova)                       | Boohwan Lim    | Loren Bouchard                   | 10. dubna 2011  | 28. ledna 2012 (1. dabing) 20. února 2023 (2. dabing)    | 1ASA03    |
| 11           | 11        | Weekend at Mort's               | Sejdeme se v márnici Víkend u Morta (Nova)                 | Anthony Chun   | Scott Jacobson                   | 8. května 2011  | 29. ledna 2012 (1. dabing) 20. února 2023 (2. dabing)    | 1ASA11    |
| 12           | 12        | Lobsterfest                     | Humrfest Humří festival (Nova)                             | Boohwan Lim    | Aron Abrams a Greg Thompson      | 15. května 2011 | 4. února 2012 (1. dabing) 21. února 2023 (2. dabing)     | 1ASA13    |
| 13           | 13        | Torpedo                         | Torpédo Jones Torpédo (Nova)                               | Kyounghee Lim  | Dan Fybel a Rich Rinaldi         | 22. května 2011 | 5. února 2012 (1. dabing) 21. února 2023 (2. dabing)     | 1ASA12    |

### Druhá řada (2012)
| Č. v seriálu | Č. v řadě | Původní název         | Český název                                       | Režie                       | Scénář                           | Premiéra v USA  | Premiéra v ČR                                     | Prod. kód |
| ------------ | --------- | --------------------- | ------------------------------------------------- | --------------------------- | -------------------------------- | --------------- | ------------------------------------------------- | --------- |
| 14           | 1         | The Belchies          | Bonbóny nebo život Honba za pokladem (Nova)       | Boohwan Lim a Kyounghee Lim | Jon Schroeder                    | 11. března 2012 | 14. června 2022 (titulky) 22. února 2023 (dabing) | 2ASA01    |
| 15           | 2         | Bob Day Afternoon     | Bobovo bankovní odpoledne Bobovo odpoledne (Nova) | Wes Archer                  | Dan Fybel a Rich Rinaldi         | 18. března 2012 | 14. června 2022 (titulky) 22. února 2023 (dabing) | 2ASA02    |
| 16           | 3         | Synchronized Swimming | Synchronizované plavání                           | Anthony Chun                | Holly Schlesinger                | 25. března 2012 | 14. června 2022 (titulky) 23. února 2023 (dabing) | 2ASA03    |
| 17           | 4         | Burgerboss            | Burgerový boss Burgerboss (Nova)                  | Jennifer Coyle              | Scott Jacobson                   | 1. dubna 2012   | 14. června 2022 (titulky) 23. února 2023 (dabing) | 2ASA04    |
| 18           | 5         | Food Truckin'         | Trable s pojízdným stánkem Stánky s jídlem (Nova) | Bernard Derriman            | Lizzie Molyneux a Wendy Molyneux | 15. dubna 2012  | 14. června 2022 (titulky) 24. února 2023 (dabing) | 2ASA05    |
| 19           | 6         | Dr. Yap               | Dr. Yap                                           | Anthony Chun                | Steven Davis a Kelvin Yu         | 29. dubna 2012  | 14. června 2022 (titulky) 24. února 2023 (dabing) | 2ASA07    |
| 20           | 7         | Moody Foodie          | Zatracený kritik Jeník jedlík (Nova)              | Boohwan Lim a Kyounghee Lim | Steven Davis a Kelvin Yu         | 6. května 2012  | 14. června 2022 (titulky) 27. února 2023 (dabing) | 2ASA06    |
| 21           | 8         | Bad Tina              | Zlobivá Tina                                      | Jennifer Coyle              | Holly Schlesinger                | 13. května 2012 | 14. června 2022 (titulky) 27. února 2023 (dabing) | 2ASA10    |
| 22           | 9         | Beefsquatch           | O yettim a burgerech Yetti burger (Nova)          | Wes Archer                  | Nora Smith                       | 20. května 2012 | 14. června 2022 (titulky) 28. února 2023 (dabing) | 2ASA09    |

### Třetí řada (2012–2013)
| Č. v seriálu | Č. v řadě | Původní název                        | Český název                                                         | Režie                       | Scénář                           | Premiéra v USA     | Premiéra v ČR                                      | Prod. kód |
| ------------ | --------- | ------------------------------------ | ------------------------------------------------------------------- | --------------------------- | -------------------------------- | ------------------ | -------------------------------------------------- | --------- |
| 23           | 1         | Ear-sy Rider                         | Ukradené uši Ušatý jezdec (Nova)                                    | Anthony Chun                | Dan Fybel a Rich Rinaldi         | 30. září 2012      | 14. června 2022 (titulky) 28. února 2023 (dabing)  | 2ASA13    |
| 24           | 2         | Full Bars                            | Pořádná koleda Celé tyčinky (Nova)                                  | Boohwan Lim a Kyounghee Lim | Steven Davis a Kelvin Yu         | 7. října 2012      | 14. června 2022 (titulky) 1. března 2023 (dabing)  | 2ASA17    |
| 25           | 3         | Bob Fires the Kids                   | Bob vyhazuje děti Bob vyhodil děti (Nova)                           | Boohwan Lim a Kyounghee Lim | Lizzie Molyneux a Wendy Molyneux | 4. listopadu 2012  | 14. června 2022 (titulky) 1. března 2023 (dabing)  | 2ASA12    |
| 26           | 4         | Mutiny on the Windbreaker            | Vzpoura na lodi Windbreaker Vzpoura na lodi (Nova)                  | John Rice                   | Kit Boss                         | 11. listopadu 2012 | 14. června 2022 (titulky) 2. března 2023 (dabing)  | 2ASA08    |
| 27           | 5         | An Indecent Thanksgiving Proposal    | Neslušný návrh na Díkůvzdání Dívkůvzdání u pana Fischoedera (Nova)  | Tyree Dillihay              | Lizzie Molyneux a Wendy Molyneux | 18. listopadu 2012 | 14. června 2022 (titulky) 2. března 2023 (dabing)  | 2ASA19    |
| 28           | 6         | The Deepening                        | Divoké čelisti Noření (Nova)                                        | Bernard Derriman            | Greg Thompson                    | 25. listopadu 2012 | 14. června 2022 (titulky) 3. března 2023 (dabing)  | 2ASA11    |
| 29           | 7         | Tinarannosaurus Wrecks               | Tina ráda bourá Jak vyzrát na pojišťováka (Nova)                    | Wes Archer                  | Jon Schroeder                    | 2. prosince 2012   | 14. června 2022 (titulky) 3. března 2023 (dabing)  | 2ASA14    |
| 30           | 8         | The Unbearable Like-Likeness of Gene | Nesnesitelná lehkost Gena Gene a jeho nesnesitelná radost (Nova)    | Don MacKinnon               | Holly Schlesinger                | 9. prosince 2012   | 14. června 2022 (titulky) 6. března 2023 (dabing)  | 2ASA16    |
| 31           | 9         | God Rest Ye Merry Gentle-Mannequins  | Manekýnův vánoční zázrak Šťastné a veselé figuríny (Nova)           | Anthony Chun                | Kit Boss                         | 16. prosince 2012  | 14. června 2022 (titulky) 6. března 2023 (dabing)  | 2ASA18    |
| 32           | 10        | Mother Daughter Laser Razor          | Matka, dcera, laser, břitva Matky a dcery - Žiletky a lasery (Nova) | Jennifer Coyle              | Nora Smith                       | 6. ledna 2013      | 14. června 2022 (titulky) 7. března 2023 (dabing)  | 2ASA15    |
| 33           | 11        | Nude Beach                           | Nudistická pláž Nuda pláž (Nova)                                    | Wes Archer                  | Scott Jacobson                   | 13. ledna 2013     | 14. června 2022 (titulky) 7. března 2023 (dabing)  | 2ASA20    |
| 34           | 12        | Broadcast Wagstaff School News       | Šílený kadič z Wagstaffu Wagstaffské zprávy (Nova)                  | Jennifer Coyle              | Greg Thompson                    | 27. ledna 2013     | 14. června 2022 (titulky) 8. března 2023 (dabing)  | 2ASA21    |
| 35           | 13        | My Fuzzy Valentine                   | Můj podivný Valentýn Svatý Valentýn (Nova)                          | Boohwan Lim a Kyounghee Lim | Dan Fybel a Rich Rinaldi         | 10. února 2013     | 14. června 2022 (titulky) 8. března 2023 (dabing)  | 3ASA01    |
| 36           | 14        | Lindapendent Woman                   | Nezávislá žena Linda Nezávislá Linda (Nova)                         | Don MacKinnon               | Mike Benner                      | 17. února 2013     | 14. června 2022 (titulky) 9. března 2023 (dabing)  | 2ASA22    |
| 37           | 15        | O.T.: The Outside Toilet             | E.T.: Extraterestriální Toaleta Venkovní záchod (Nova)              | Anthony Chun                | Lizzie Molyneux a Wendy Molyneux | 3. března 2013     | 14. června 2022 (titulky) 9. března 2023 (dabing)  | 3ASA02    |
| 38           | 16        | Topsy                                | Slon Topsy Topsy (Nova)                                             | Tyree Dillihay              | Loren Bouchard a Nora Smith      | 10. března 2013    | 14. června 2022 (titulky) 10. března 2023 (dabing) | 3ASA03    |
| 39           | 17        | Two for Tina                         | Dva pro Tinu                                                        | Wes Archer                  | Scott Jacobson                   | 17. března 2013    | 14. června 2022 (titulky) 10. března 2023 (dabing) | 3ASA04    |
| 40           | 18        | It Snakes a Village                  | Had v domově Ve městě je had (Nova)                                 | Jennifer Coyle              | Kit Boss                         | 24. března 2013    | 14. června 2022 (titulky) 11. března 2023 (dabing) | 3ASA05    |
| 41           | 19        | Family Fracas                        | Rodinné sváry Souboj rodin (Nova)                                   | Don MacKinnon               | Holly Schlesinger                | 14. dubna 2013     | 14. června 2022 (titulky) 11. března 2023 (dabing) | 3ASA06    |
| 42           | 20        | The Kids Run the Restaurant          | Děti vedou restauraci                                               | Boohwan Lim a Kyounghee Lim | Steven Davis a Kelvin Yu         | 21. dubna 2013     | 14. června 2022 (titulky) 12. března 2023 (dabing) | 3ASA07    |
| 43           | 21        | Boyz 4 Now                           | Boyz 4 Now                                                          | Anthony Chun                | Lizzie Molyneux a Wendy Molyneux | 28. dubna 2013     | 14. června 2022 (titulky) 12. března 2023 (dabing) | 3ASA08    |
| 44           | 22        | Carpe Museum                         | Využij muzea Živé muzeum (Nova)                                     | Tyree Dillihay              | Jon Schroeder                    | 5. května 2013     | 14. června 2022 (titulky) 13. března 2023 (dabing) | 3ASA09    |
| 45           | 23        | The Unnatural                        | Nepřirozený talent Kávovar (Nova)                                   | Wes Archer                  | Greg Thompson                    | 12. května 2013    | 14. června 2022 (titulky) 13. března 2023 (dabing) | 3ASA10    |

### Čtvrtá řada (2013–2014)
| Č. v seriálu | Č. v řadě | Původní název                                                                 | Český název                                            | Režie                             | Scénář                           | Premiéra v USA     | Premiéra v ČR                                      | Prod. kód |
| ------------ | --------- | ----------------------------------------------------------------------------- | ------------------------------------------------------ | --------------------------------- | -------------------------------- | ------------------ | -------------------------------------------------- | --------- |
| 46           | 1         | A River Runs Through Bob                                                      | Kudy Bobem teče řeka Bobem protéká řeka (Nova)         | Jennifer Coyle                    | Dan Fybel a Rich Rinaldi         | 29. září 2013      | 14. června 2022 (titulky) 14. března 2023 (dabing) | 3ASA11    |
| 47           | 2         | Fort Night                                                                    | Noc v pevnosti                                         | Boohwan Lim a Kyounghee Lim       | Mike Olsen                       | 6. října 2013      | 14. června 2022 (titulky) 14. března 2023 (dabing) | 3ASA13    |
| 48           | 3         | Seaplane!                                                                     | Kurz pro piloty Lekce létání (Nova)                    | Jennifer Coyle                    | Dan Fybel a Rich Rinaldi         | 3. listopadu 2013  | 14. června 2022 (titulky) 15. března 2023 (dabing) | 3ASA14    |
| 49           | 4         | My Big Fat Greek Bob                                                          | Můj velký tlustý řecký Bob Můj tlustý řecký Bob (Nova) | Don MacKinnon                     | Scott Jacobson                   | 10. listopadu 2013 | 14. června 2022 (titulky) 15. března 2023 (dabing) | 3ASA12    |
| 50           | 5         | Turkey in a Can                                                               | Krocan v ohrožení Mísa plná krocanů (Nova)             | Boohwan Lim a Kyounghee Lim       | Lizzie Molyneux a Wendy Molyneux | 24. listopadu 2013 | 14. června 2022 (titulky) 16. března 2023 (dabing) | 3ASA16    |
| 51           | 6         | Purple Rain-Union                                                             | Holky a kluci z naší střední Třídní sraz (Nova)        | Tyree Dillihay                    | Loren Bouchard a Nora Smith      | 1. prosince 2013   | 14. června 2022 (titulky) 16. března 2023 (dabing) | 3ASA15    |
| 52           | 7         | Bob and Deliver                                                               | Bob učitelem Bob učitel (Nova)                         | Don MacKinnon                     | Greg Thompson                    | 8. prosince 2013   | 14. června 2022 (titulky) 17. března 2023 (dabing) | 3ASA18    |
| 53           | 8         | Christmas in the Car                                                          | Vánoce v autě                                          | Bernard Derriman a Jennifer Coyle | Steven Davis a Kelvin Yu         | 15. prosince 2013  | 14. června 2022 (titulky) 17. března 2023 (dabing) | 3ASA17    |
| 54           | 9         | Slumber Party                                                                 | Večírek s přespáním Pyžámkový večírek (Nova)           | Jennifer Coyle                    | Scott Jacobson                   | 5. ledna 2014      | 14. června 2022 (titulky) 18. března 2023 (dabing) | 3ASA21    |
| 55           | 10        | Presto Tina-o                                                                 | Kouzelná Tina Všude samý kouzelník (Nova)              | Chris Song                        | Kit Boss                         | 12. ledna 2014     | 14. června 2022 (titulky) 18. března 2023 (dabing) | 3ASA20    |
| 56           | 11        | Easy Com-mercial, Easy Go-mercial                                             | Snadné zisky, snadné ztráty Rodinná reklama (Nova)     | Tyree Dillihay                    | Jon Schroeder                    | 26. ledna 2014     | 14. června 2022 (titulky) 19. března 2023 (dabing) | 3ASA19    |
| 57           | 12        | The Frond Files                                                               | Akta Frond Frond - Hvězda povídek (Nova)               | Jennifer Coyle                    | Lizzie Molyneux a Wendy Molyneux | 9. března 2014     | 14. června 2022 (titulky) 19. března 2023 (dabing) | 4ASA04    |
| 58           | 13        | Mazel-Tina                                                                    | Tina vládne micvě Mazel-Tina (Nova)                    | Brian Loschiavo                   | Holly Schlesinger                | 16. března 2014    | 14. června 2022 (titulky) 20. března 2023 (dabing) | 4ASA03    |
| 59           | 14        | Uncle Teddy                                                                   | Strejda Teddy Strýček Teddy (Nova)                     | Don MacKinnon                     | Dan Fybel a Rich Rinaldi         | 23. března 2014    | 14. června 2022 (titulky) 20. března 2023 (dabing) | 3ASA22    |
| 60           | 15        | The Kids Rob a Train                                                          | Dětské přepadení vlaku Děti ve vlaku (Nova)            | Boohwan Lim a Kyounghee Lim       | Steven Davis a Kelvin Yu         | 30. března 2014    | 14. června 2022 (titulky) 21. března 2023 (dabing) | 4ASA01    |
| 61           | 16        | I Get Psy-chic Out of You                                                     | Kdo tu věští? Vyžeň vědmu (Nova)                       | Chris Song                        | Jon Schroeder                    | 6. dubna 2014      | 14. června 2022 (titulky) 21. března 2023 (dabing) | 4ASA02    |
| 62           | 17        | The Equestranauts                                                             | Equestranauti                                          | Tyree Dillihay                    | Dan Mintz                        | 13. dubna 2014     | 14. června 2022 (titulky) 22. března 2023 (dabing) | 4ASA05    |
| 63           | 18        | Ambergris                                                                     | Šedá ambra Jantar (Nova)                               | Don MacKinnon                     | Scott Jacobson                   | 20. dubna 2014     | 14. června 2022 (titulky) 22. března 2023 (dabing) | 4ASA06    |
| 64           | 19        | The Kids Run Away                                                             | Děti na útěku                                          | Boohwan Lim a Kyounghee Lim       | Rich Rinaldi                     | 27. dubna 2014     | 14. června 2022 (titulky) 23. března 2023 (dabing) | 4ASA07    |
| 65           | 20        | Gene It On                                                                    | Gene to roztleská Roztleskávač (Nova)                  | Chris Song                        | Greg Thompson                    | 4. května 2014     | 14. června 2022 (titulky) 23. března 2023 (dabing) | 4ASA08    |
| 66           | 21        | Wharf Horse (or How Bob Saves/Destroys the Town – Part I)                     | Molový kůň V přístavu, část 1 (Nova)                   | Brian Loschiavo                   | Nora Smith                       | 11. května 2014    | 14. června 2022 (titulky) 24. března 2023 (dabing) | 4ASA09    |
| 67           | 22        | World Wharf II: The Wharfening (or How Bob Saves/Destroys the Town – Part II) | 2. molová válka: kotvení V přístavu, část 2 (Nova)     | Jennifer Coyle                    | Lizzie Molyneux a Wendy Molyneux | 18. května 2014    | 14. června 2022 (titulky) 24. března 2023 (dabing) | 4ASA10    |

### Pátá řada (2014–2015)
| Č. v seriálu | Č. v řadě | Původní název                                  | Český název                                                                                  | Režie                             | Scénář                           | Premiéra v USA     | Premiéra v ČR                                      | Prod. kód |
| ------------ | --------- | ---------------------------------------------- | -------------------------------------------------------------------------------------------- | --------------------------------- | -------------------------------- | ------------------ | -------------------------------------------------- | --------- |
| 68           | 1         | Work Hard or Die Trying, Girl                  | Podnikavá dívka ve smrtonosné pasti                                                          | Jennifer Coyle                    | Nora Smith                       | 5. října 2014      | 14. června 2022 (titulky) 25. března 2023 (dabing) | 4ASA14    |
| 69           | 2         | Tina and the Real Ghost                        | Tina a duch                                                                                  | Boohwan Lim a Kyounghee Lim       | Steven Davis a Kelvin Yu         | 2. listopadu 2014  | 14. června 2022 (titulky) 25. března 2023 (dabing) | 4ASA13    |
| 70           | 3         | Friends with Burger-fits                       | Vliv burgerů na přátele Nejlepší kamarádi (Nova)                                             | Tyree Dillihay                    | Dan Fybel                        | 16. listopadu 2014 | 14. června 2022 (titulky) 26. března 2023 (dabing) | 4ASA11    |
| 71           | 4         | Dawn of the Peck                               | Úsvit planety krocanů                                                                        | Tyree Dillihay                    | Lizzie Molyneux a Wendy Molyneux | 23. listopadu 2014 | 14. června 2022 (titulky) 26. března 2023 (dabing) | 4ASA16    |
| 72           | 5         | Best Burger                                    | Nejlepší burger                                                                              | Don MacKinnon                     | Mike Benner                      | 30. listopadu 2014 | 14. června 2022 (titulky) 27. března 2023 (dabing) | 4ASA12    |
| 73           | 6         | Father of the Bob                              | Bobův otec Bobův táta (Nova)                                                                 | Chris Song                        | Steven Davis a Kelvin Yu         | 7. prosince 2014   | 14. června 2022 (titulky) 27. března 2023 (dabing) | 4ASA18    |
| 74           | 7         | Tina Tailor Soldier Spy                        | Někdo musí z kola ven Tina špiónkou (Nova)                                                   | Don MacKinnon                     | Holly Schlesinger                | 14. prosince 2014  | 14. června 2022 (titulky) 28. března 2023 (dabing) | 4ASA15    |
| 75           | 8         | Midday Run                                     | Dozor v pravé poledne Útěk v poledne (Nova)                                                  | Ian Hamilton                      | Scott Jacobson                   | 4. ledna 2015      | 14. června 2022 (titulky) 28. března 2023 (dabing) | 4ASA17    |
| 76           | 9         | Speakeasy Rider                                | Bezstarostné motokáry Závody motokár (Nova)                                                  | Jennifer Coyle                    | Rich Rinaldi                     | 11. ledna 2015     | 14. června 2022 (titulky) 29. března 2023 (dabing) | 4ASA20    |
| 77           | 10        | Late Afternoon in the Garden of Bob and Louise | Pozdní odpoledne na zahradě Boba a Louise Pozdní odpoledne v zahradě s Bobem a Louise (Nova) | Boohwan Lim a Kyounghee Lim       | Jon Schroeder                    | 25. ledna 2015     | 14. června 2022 (titulky) 29. března 2023 (dabing) | 4ASA19    |
| 78           | 11        | Can't Buy Me Math                              | Cupidův pár Matiku si nekoupíš (Nova)                                                        | Tyree Dillihay                    | Dan Fybel                        | 8. února 2015      | 14. června 2022 (titulky) 30. března 2023 (dabing) | 4ASA22    |
| 79           | 12        | The Millie-churian Candidate                   | Millie není náš kandidát Kandidátka Millie (Nova)                                            | Don MacKinnon                     | Greg Thompson                    | 15. února 2015     | 14. června 2022 (titulky) 30. března 2023 (dabing) | 4ASA21    |
| 80           | 13        | The Gayle Tales                                | Příběhy pro Gayle Příběhy tety Gayle (Nova)                                                  | Ian Hamilton                      | Lizzie Molyneux a Wendy Molyneux | 1. března 2015     | 14. června 2022 (titulky) 31. března 2023 (dabing) | 5ASA01    |
| 81           | 14        | L'il Hard Dad                                  | Bob má vrtulník Malej táta drsňák (Nova)                                                     | Chris Song                        | Nora Smith                       | 8. března 2015     | 14. června 2022 (titulky) 31. března 2023 (dabing) | 5ASA02    |
| 82           | 15        | Adventures in Chinchilla-sitting               | Kdo vypustil činčilu Dobrodružné hlídání činčily (Nova)                                      | Cecilia Aranovich                 | Mike Benner                      | 15. března 2015    | 14. června 2022 (titulky) 1. dubna 2023 (dabing)   | 5ASA03    |
| 83           | 16        | The Runway Club                                | Klub zběhlíků Záškoláci (Nova)                                                               | Jennifer Coyle                    | Steven Davis a Kelvin Yu         | 22. března 2015    | 14. června 2022 (titulky) 1. dubna 2023 (dabing)   | 5ASA04    |
| 84           | 17        | Itty Bitty Ditty Committee                     | Genovo smutné klávesové blues Výbor pro drobné maličkosti (Nova)                             | Bernard Derriman                  | Holly Schlesinger                | 26. dubna 2015     | 14. června 2022 (titulky) 2. dubna 2023 (dabing)   | 5ASA05    |
| 85           | 18        | Eat, Spray, Linda                              | Ztracená Linda Linda má narozeniny (Nova)                                                    | Tyree Dillihay                    | Jon Schroeder                    | 3. května 2015     | 14. června 2022 (titulky) 2. dubna 2023 (dabing)   | 5ASA06    |
| 86           | 19        | Housetrap                                      | Na pláži, v pasti V pasti (Nova)                                                             | Jennifer Coyle a Bernard Derriman | Dan Fybel                        | 10. května 2015    | 14. června 2022 (titulky) 3. dubna 2023 (dabing)   | 5ASA07    |
| 87           | 20        | Hawk & Chick                                   | Hawk a Chick Jestřáb a Kuře (Nova)                                                           | Tyree Dillihay                    | Rich Rinaldi                     | 17. května 2015    | 14. června 2022 (titulky) 3. dubna 2023 (dabing)   | 5ASA09    |
| 88           | 21        | The Oeder Games                                | Oederova hra Balónková bitva (Nova)                                                          | Don MacKinnon                     | Scott Jacobson                   | 17. května 2015    | 14. června 2022 (titulky) 4. dubna 2023 (dabing)   | 5ASA08    |

### Šestá řada (2015–2016)
| Č. v seriálu | Č. v řadě | Původní název                               | Český název                         | Režie                         | Scénář                              | Premiéra v USA     | Premiéra v ČR   | Prod. kód |
| ------------ | --------- | ------------------------------------------- | ----------------------------------- | ----------------------------- | ----------------------------------- | ------------------ | --------------- | --------- |
| 89           | 1         | Sliding Bobs                                | Bobova skluzavka                    | Don MacKinnon                 | Greg Thompson                       | 27. září 2015      | 14. června 2022 | 5ASA10    |
| 90           | 2         | The Land Ship                               | Pojízdná loď                        | Jennifer Coyle                | Holly Schlesinger a H. Jon Benjamin | 11. října 2015     | 14. června 2022 | 5ASA11    |
| 91           | 3         | The Hauntening                              | Kdo se bojí v domě                  | Jennifer Coyle                | Steven Davis a Kelvin Yu            | 18. října 2015     | 14. června 2022 | 5ASA13    |
| 92           | 4         | Gayle Makin' Bob Sled                       | Gayle a Bob spolu                   | Tyree Dillihay                | Lizzie Molyneux a Wendy Molyneux    | 8. listopadu 2015  | 14. června 2022 | 5ASA17    |
| 93           | 5         | Nice-Capades                                | Hodní a zlobiví                     | Chris Song                    | Dan Fybel                           | 15. listopadu 2015 | 14. června 2022 | 5ASA18    |
| 94           | 6         | The Cook, the Steve, the Gayle, & Her Lover | Kuchař, Steve, Gayle a její milenec | Tyree Dillihay                | Nora Smith                          | 17. ledna 2016     | 14. června 2022 | 5ASA12    |
| 95           | 7         | The Gene and Courtney Show                  | Show pro Gena a Courtney            | Chris Song                    | Rich Rinaldi                        | 14. února 2016     | 14. června 2022 | 6ASA01    |
| 96           | 8         | Sexy Dance Healing                          | Léčba bez doktora                   | Chris Song a Bernard Derriman | Rich Rinaldi                        | 21. února 2016     | 14. června 2022 | 5ASA15    |
| 97           | 9         | Sacred Couch                                | Svatý gauč                          | Brian Loschiavo               | Scott Jacobson                      | 6. března 2016     | 14. června 2022 | 5ASA16    |
| 98           | 10        | Lice Things Are Lice                        | Vši, kam se podíváš                 | Brian Loschiavo               | Greg Thompson                       | 13. března 2016    | 14. června 2022 | 5ASA19    |
| 99           | 11        | House of 1000 Bounces                       | Stůj při Genovi                     | Tyree Dillihay                | Mike Benner                         | 3. dubna 2016      | 14. června 2022 | 5ASA20    |
| 100          | 12        | Stand by Gene                               | Dům o tisíci skocích                | Tyree Dillihay                | Jon Schroeder                       | 3. dubna 2016      | 14. června 2022 | 5ASA14    |
| 101          | 13        | Wag the Hog                                 | Neplatíš, zaplatíš                  | Brian Loschiavo               | Holly Schlesinger                   | 10. dubna 2016     | 14. června 2022 | 5ASA22    |
| 102          | 14        | The Hormone-iums                            | Bacha na mono                       | Chris Song                    | Lizzie Molyneux a Wendy Molyneux    | 17. dubna 2016     | 14. června 2022 | 6ASA04    |
| 103          | 15        | Pro Tiki/Con Tiki                           | Pozor na investora                  | Brian Loschiavo               | Jon Schroeder                       | 24. dubna 2016     | 14. června 2022 | 6ASA03    |
| 104          | 16        | Bye Bye Boo Boo                             | Báj báj, Boo Boo                    | Tyree Dillihay                | Scott Jacobson                      | 8. května 2016     | 14. června 2022 | 6ASA05    |
| 105          | 17        | The Horse Rider-er                          | Konec jednoho koně                  | Tyree Dillihay                | Nora Smith                          | 15. května 2016    | 14. června 2022 | 6ASA02    |
| 106          | 18        | Secret Admiral-irer                         | Tajný ctitel                        | Brian Loschiavo               | Holly Schlesinger a H. Jon Benjamin | 22. května 2016    | 14. června 2022 | 6ASA06    |
| 107          | 19        | Glued, Where's My Bob?                      | Kde je můj Bob?                     | Bernard Derriman              | Steven Davis a Kelvin Yu            | 22. května 2016    | 14. června 2022 | 5ASA21    |

### Sedmá řada (2016–2017)
| Č. v seriálu | Č. v řadě | Původní název                                  | Český název                   | Režie            | Scénář                           | Premiéra v USA     | Premiéra v ČR   | Prod. kód |
| ------------ | --------- | ---------------------------------------------- | ----------------------------- | ---------------- | -------------------------------- | ------------------ | --------------- | --------- |
| 108          | 1         | Flu-ouise                                      | Chřipka a rodinná vina        | Tyree Dillihay   | Nora Smith                       | 25. září 2016      | 14. června 2022 | 6ASA11    |
| 109          | 2         | Sea Me Now                                     | Podívej na mne                | Chris Song       | Dan Fybel                        | 9. října 2016      | 14. června 2022 | 6ASA07    |
| 110          | 3         | Teen-a Witch                                   | Mladá čarodějnice             | Chris Song       | Holly Schlesinger                | 23. října 2016     | 14. června 2022 | 6ASA13    |
| 111          | 4         | They Serve Horses, Don't They?                 | To je konina, že ano?         | Tyree Dillihay   | Steven Davis a Kelvin Yu         | 6. listopadu 2016  | 14. června 2022 | 6ASA08    |
| 112          | 5         | Large Brother, Where Fart Thou,                | Velký bratře, kde prdíš?      | Chris Song       | Lizzie Molyneux a Wendy Molyneux | 20. listopadu 2016 | 14. června 2022 | 6ASA10    |
| 113          | 6         | The Quirkducers                                | To je sabotáž!                | Mauricio Pardo   | Steven Davis a Kelvin Yu         | 20. listopadu 2016 | 14. června 2022 | 6ASA16    |
| 114          | 7         | The Last Gingerbread House on the Left         | Poslední perníková chaloupka  | Chris Song       | Nora Smith                       | 27. listopadu 2016 | 14. června 2022 | 6ASA18    |
| 115          | 8         | Ex Mach Tina                                   | Ex Machtina                   | Brian Loschiavo  | Greg Thompson                    | 8. ledna 2017      | 14. června 2022 | 6ASA09    |
| 116          | 9         | Bob Actually                                   | To je prostě Bob              | Chris Song       | Steven Davis a Kelvin Yu         | 12. února 2017     | 14. června 2022 | 6ASA22    |
| 117          | 10        | There's No Business Like Mr. Business Business | Pan Byznys je drahej kocour   | Tyree Dillihay   | Lizzie Molyneux a Wendy Molyneux | 19. února 2017     | 14. června 2022 | 6ASA15    |
| 118          | 11        | A Few 'Gurt Men                                | Pár správných kuchařů         | Tyree Dillihay   | Jon Schroeder                    | 5. března 2017     | 14. června 2022 | 6ASA19    |
| 119          | 12        | Like Gene for Chocolate                        | Genova továrna na čokoládu    | Brian Loschiavo  | Rich Rinaldi                     | 12. března 2017    | 14. června 2022 | 6ASA12    |
| 120          | 13        | The Grand Mama-Pest Hotel                      | Mama hotel Pest               | Chris Song       | Scott Jacobson                   | 19. března 2017    | 14. června 2022 | 6ASA14    |
| 121          | 14        | Aquaticism                                     | Akvárium nedáme               | Brian Loschiavo  | Dan Fybel                        | 26. března 2017    | 14. června 2022 | 6ASA17    |
| 122          | 15        | Ain't Miss Debatin'                            | Tahle holka umí mluvit        | Mauricio Pardo   | Greg Thompson                    | 26. března 2017    | 14. června 2022 | 6ASA20    |
| 123          | 16        | Eggs for Days                                  | Příliš staré vejce            | Brian Loschiavo  | Lizzie Molyneux a Wendy Molyneux | 2. dubna 2017      | 14. června 2022 | 6ASA21    |
| 124          | 17        | Zero Larp Thirty                               | Co je to ten larp?            | Tyree Dillihay   | Rich Rinaldi                     | 23. dubna 2017     | 14. června 2022 | 7ASA01    |
| 125          | 18        | The Laser-inth                                 | Laserová show                 | Mauricio Pardo   | Scott Jacobson                   | 23. dubna 2017     | 14. června 2022 | 7ASA02    |
| 126          | 19        | Thelma & Louise Except Thelma is Linda         | Thelma a Louise, ale s Lindou | Brian Loschiavo  | Jon Schroeder                    | 30. dubna 2017     | 14. června 2022 | 7ASA03    |
| 127          | 20        | Mom, Lies, and Videotapes                      | Máma, lži a video             | Chris Song       | Dan Fybel                        | 7. května 2017     | 14. června 2022 | 7ASA04    |
| 128          | 21        | Paraders of the Lost Float                     | Dobyvatelé ztraceného vozu    | Bernard Derriman | Steven Davis                     | 21. května 2017    | 14. června 2022 | 7ASA05    |
| 129          | 22        | Into the Mild                                  | Bob zálesákem                 | Tyree Dillihay   | Kelvin Yu                        | 11. června 2017    | 14. června 2022 | 7ASA06    |

### Osmá řada (2017–2018)
| Č. v seriálu | Č. v řadě | Původní název                                              | Český název                              | Režie                         | Scénář                                                               | Premiéra v USA     | Premiéra v ČR   | Prod. kód     |
| ------------ | --------- | ---------------------------------------------------------- | ---------------------------------------- | ----------------------------- | -------------------------------------------------------------------- | ------------------ | --------------- | ------------- |
| 130          | 1         | Brunchsquatch                                              | Snídaně je základ                        | Mauricio Pardo a Ian Hamilton | Lizzie Molyneux a Wendy Molyneux                                     | 1. října 2017      | 14. června 2022 | 7ASA14        |
| 131          | 2         | The Silence of the Louise                                  | Mlčení panenek                           | Chris Song                    | Greg Thompson                                                        | 15. října 2017     | 14. června 2022 | 7ASA09        |
| 132          | 3         | The Wolf of Wharf Street                                   | Vlk z Wharf Streetu                      | Mauricio Pardo                | Lizzie Molyneux a Wendy Molyneux                                     | 22. října 2017     | 14. června 2022 | 7ASA07        |
| 133          | 4         | Sit Me Baby One More Time                                  | Tebe je pohlídám                         | Brian Loschiavo               | Nora Smith                                                           | 5. listopadu 2017  | 14. června 2022 | 7ASA08        |
| 134          | 5         | Thanks-hoarding                                            | Sysel místo krocana                      | Tyree Dillihay                | Jon Schroeder                                                        | 19. listopadu 2017 | 14. června 2022 | 7ASA15        |
| 135–136      | 67        | The Bleakening                                             | Ukradené Vánoce                          | Brian LoschiavoChris Song     | Steven DavisKelvin Yu                                                | 10. prosince 2017  | 14. června 2022 | 7ASA16 7ASA17 |
| 137          | 8         | V for Valentine-detta                                      | V jako Valentýn                          | Ian Hamilton                  | Lizzie Molyneux a Wendy Molyneux                                     | 14. ledna 2018     | 14. června 2022 | 7ASA22        |
| 138          | 9         | Y Tu Ga-Ga Tambien                                         | Nové hry, nové pořádky                   | Brian Loschiavo               | Scott Jacobson                                                       | 11. března 2018    | 14. června 2022 | 7ASA12        |
| 139          | 10        | The Secret Ceramics Room of Secrets                        | Záhada keramické komnaty                 | Tyree Dillihay                | Dan Fybel                                                            | 18. března 2018    | 14. června 2022 | 7ASA19        |
| 140          | 11        | Sleeping with the Frenemy                                  | Noci s nepřítelem                        | Brian Loschiavo               | Greg Thompson                                                        | 25. března 2018    | 14. června 2022 | 7ASA20        |
| 141          | 12        | The Hurt Soccer                                            | Hvězda fotbalu                           | Damon Wong                    | Rachel Hastings                                                      | 1. dubna 2018      | 14. června 2022 | 7ASA23        |
| 142          | 13        | Cheer Up, Sleepy Gene                                      | Usměj se, ospalý Gene                    | Tyree Dillihay                | námět: H. Jon Benjamin a Holly Schlesinger scénář: Holly Schlesinger | 8. dubna 2018      | 14. června 2022 | 7ASA10        |
| 143          | 14        | The Trouble with Doubles                                   | Trable v párech                          | Ian Hamilton                  | Holly Schlesinger                                                    | 15. dubna 2018     | 14. června 2022 | 7ASA18        |
| 144          | 15        | Go Tina on the Mountain                                    | Jdi, Tino, najdi horu                    | Tyree Dillihay                | Rich Rinaldi                                                         | 22. dubna 2018     | 14. června 2022 | 8ASA01        |
| 145          | 16        | Are You There Bob? It's Me, Birthday                       | Jsi tu, Bobe? To jsem já, tvé narozeniny | Tyree Dillihay                | Kelvin Yu                                                            | 29. dubna 2018     | 14. června 2022 | 8ASA04        |
| 146          | 17        | Boywatch                                                   | Záchranářská odysea                      | Mauricio Pardo                | Rich Rinaldi                                                         | 6. května 2018     | 14. června 2022 | 7ASA11        |
| 147          | 18        | As I Walk Through the Alley of the Shadow of Ramps         | Džusy ve stínu                           | Chris Song                    | Scott Jacobson                                                       | 13. května 2018    | 14. června 2022 | 8ASA02        |
| 148          | 19        | Mo Mommy, Mo Problems                                      | Maminka má vždycky pravdu                | Ian Hamilton                  | Steven Davis                                                         | 13. května 2018    | 14. června 2022 | 8ASA03        |
| 149          | 20        | Mission Impos-slug-ble                                     | Skoro nesplnitelná mise                  | Chris Song                    | Nora Smith                                                           | 20. května 2018    | 14. června 2022 | 7ASA21        |
| 150          | 21        | Something Old, Something New, Something Bob Caters for You | Něco starého, něco nového, něco od Boba  | Chris Song                    | Jon Schroeder                                                        | 20. května 2018    | 14. června 2022 | 7ASA05        |

### Devátá řada (2018–2019)
| Č. v seriálu | Č. v řadě | Původní název                                     | Český název                       | Režie          | Scénář                                   | Premiéra v USA     | Premiéra v ČR   | Prod. kód |
| ------------ | --------- | ------------------------------------------------- | --------------------------------- | -------------- | ---------------------------------------- | ------------------ | --------------- | --------- |
| 151          | 1         | Just One of the Boyz 4 Now for Now                | Jeden takový chlapec z Boyz 4 Now | Ian Hamilton   | Lizzie Molyneux a Wendy Molyneux         | 30. září 2018      | 14. června 2022 | 8ASA06    |
| 152          | 2         | The Taking of Funtime One Two Three               | Velká cena                        | Chris Song     | Justin Hook                              | 7. října 2018      | 14. června 2022 | 7ASA13    |
| 153          | 3         | Tweentrepreneurs                                  | Mladí podnikatelé                 | Ryan Mattos    | Greg Thompson                            | 14. října 2018     | 14. června 2022 | 8ASA09    |
| 154          | 4         | Nightmare on Ocean Avenue Street                  | Noční můra v Ocean Avenue Street  | Tyree Dillihay | Dan Fybel                                | 21. října 2018     | 14. června 2022 | 8ASA07    |
| 155          | 5         | Live and Let Fly                                  | Žít a nechat létat                | Chris Song     | Rich Rinaldi                             | 4. listopadu 2018  | 14. června 2022 | 8ASA11    |
| 156          | 6         | Bobby Driver                                      | Řidič slečny Edith                | Ryan Mattos    | Scott Jacobson                           | 11. listopadu 2018 | 14. června 2022 | 8ASA12    |
| 157          | 7         | I Bob Your Pardon                                 | Cena krocaního života             | Chris Song     | Nora Smith                               | 18. listopadu 2018 | 14. června 2022 | 8ASA08    |
| 158          | 8         | Roller? I Hardly Know Her!                        | Kolečkové brusle? Ani náhodou!    | Kev Wotton     | Lizzie Molyneux a Wendy Molyneux         | 25. listopadu 2018 | 14. června 2022 | 8ASA13    |
| 159          | 9         | UFO No You Didn't                                 | Ten kdo mluví s UFO               | Tyree Dillihay | Steven Davis                             | 2. prosince 2018   | 14. června 2022 | 8ASA14    |
| 160          | 10        | Better Off Sled                                   | Tahle dráha není pro mladý        | Ian Hamilton   | Holly Schlesinger                        | 9. prosince 2018   | 14. června 2022 | 8ASA10    |
| 161          | 11        | Lorenzo's Oil? No, Linda's                        | Kdo má rád oleje? Linda           | Chris Song     | Jon Schroeder                            | 6. ledna 2019      | 14. června 2022 | 8ASA16    |
| 162          | 12        | The Helen Hunt                                    | Bájná Helena                      | Ryan Mattos    | Dan Fybel                                | 13. ledna 2019     | 14. června 2022 | 8ASA17    |
| 163          | 13        | Bed, Bob & Beyond                                 | Bob, Linda a Valentýn             | Ian Hamilton   | Kelvin Yu                                | 10. února 2019     | 14. června 2022 | 8ASA15    |
| 164          | 14        | Every Which Way but Goose                         | Nejsem žádná husa                 | Kev Wotton     | Holly Schlesinger                        | 17. února 2019     | 14. června 2022 | 8ASA18    |
| 165          | 15        | The Fresh Princ-ipal                              | Naše nová ředitelka               | Tyree Dillihay | Greg Thompson                            | 3. března 2019     | 14. června 2022 | 8ASA19    |
| 166          | 16        | Roamin' Bob-iday                                  | Bobova dovolená                   | Ian Hamilton   | Lizzie Molyneux-Logelin a Wendy Molyneux | 10. března 2019    | 14. června 2022 | 8ASA20    |
| 167          | 17        | What About Blob?                                  | Myslí někdo na plankton?          | Chris Song     | Rich Rinal                               | 17. března 2019    | 14. června 2022 | 8ASA21    |
| 168          | 18        | If You Love It So Much, Why Don't You Marionette? | Návštěva loutkového divadla       | Ryan Mattos    | Katie Crown                              | 24. března 2019    | 14. června 2022 | 8ASA22    |
| 169          | 19        | Long Time Listener, First Time Bob                | Fanoušek Bob                      | Ian Hamilton   | Scott Jacobson                           | 7. dubna 2019      | 14. června 2022 | 8ASA23    |
| 170          | 20        | The Gene Mile                                     | Zmrzlinová míle                   | Tyree Dillihay | Steven Davis                             | 28. dubna 2019     | 14. června 2022 | 8ASA24    |
| 171          | 21        | P.T.A. It Ain't So                                | Spolek přátel školy               | Ian Hamilton   | Kelvin Yu                                | 5. května 2019     | 14. června 2022 | 8ASA25    |
| 172          | 22        | Yes Without My Zeke                               | Zeke má namále                    | Chris Song     | Jon Schroeder                            | 12. května 2019    | 14. června 2022 | 8ASA26    |

### Desátá řada (2019–2020)
| Č. v seriálu | Č. v řadě | Původní název                          | Český název                           | Režie        | Scénář                           | Premiéra v USA     | Premiéra v ČR   | Prod. kód |
| ------------ | --------- | -------------------------------------- | ------------------------------------- | ------------ | -------------------------------- | ------------------ | --------------- | --------- |
| 173          | 1         | The Ring (But Not Scary)               | Kruh (ale ne děsivý)                  | Mario D'Anna | Lizzie Molyneux a Wendy Molyneux | 29. září 2019      | 14. června 2022 | 9ASA01    |
| 174          | 2         | Boys Just Wanna Have Fungus            | Kluci chtějí houby                    | Ryan Mattos  | Dan Fybel                        | 6. října 2019      | 14. června 2022 | 9ASA02    |
| 175          | 3         | Motor, She Boat                        | Je to loď, napsala                    | Tom Riggin   | Holly Schlesinger                | 13. října 2019     | 14. června 2022 | 9ASA03    |
| 176          | 4         | Pig Trouble in Little Tina             | Prasečí trable v malé Tině            | Chris Song   | Nora Smith                       | 20. října 2019     | 14. června 2022 | 9ASA04    |
| 177          | 5         | Legends of the Mall                    | Legendy nákupáku                      | Matthew Long | Greg Thompson                    | 3. listopadu 2019  | 14. června 2022 | 9ASA05    |
| 178          | 6         | The Hawkening: Look Who's Hawking Now! | The Hawkings: Koukej, kdo tu promítá! | Mario D'Anna | Rich Rinaldi                     | 10. listopadu 2019 | 14. června 2022 | 9ASA06    |
| 179          | 7         | Land of the Loft                       | Zem loftařů                           | Tom Riggin   | Steven Davis                     | 17. listopadu 2019 | 14. června 2022 | 9ASA08    |
| 180          | 8         | Now We're Not Cooking with Gas         | Bez plynu to není sranda              | Ryan Mattos  | Katie Crown                      | 24. listopadu 2019 | 14. června 2022 | 9ASA07    |
| 181          | 9         | All That Gene                          | To je celý Gene                       | Mathew Long  | Kelvin Yu                        | 1. prosince 2019   | 14. června 2022 | 9ASA10    |
| 182          | 10        | Have Yourself a Maily Linda Christmas  | Vánoční pošta                         | Chris Song   | Scott Jacobson                   | 15. prosince 2019  | 14. června 2022 | 9ASA09    |
| 183          | 11        | Drumforgiven                           | Hi-Fi – to je moje gusto              | Mario D'Anna | Jon Schroeder                    | 12. ledna 2020     | 14. června 2022 | 9ASA11    |
| 184          | 12        | A Fish Called Tina                     | Ryba zvaná Tina                       | Ryan Mattos  | Dan Fybel                        | 16. února 2020     | 14. června 2022 | 9ASA12    |
| 185          | 13        | Three Girls and a Little Wharfy        | Tři holky a malý Wharfy               | Tom Riggin   | Holly Schlesinger                | 23. února 2020     | 14. června 2022 | 9ASA13    |
| 186          | 14        | Wag the Song                           | To je náš song                        | Chris Song   | Greg Thompson                    | 1. března 2020     | 14. června 2022 | 9ASA14    |
| 187          | 15        | Yurty Rotten Scoundrels                | Gayle a jeden umělec                  | Tom Riggin   | Katie Crown                      | 8. března 2020     | 14. června 2022 | 9ASA16    |
| 188          | 16        | Flat-Top o' the Morning to Ya          | Na svatého Patrika                    | Ryan Mattos  | Rich Rinaldi                     | 15. března 2020    | 14. června 2022 | 9ASA15    |
| 189          | 17        | Just the Trip                          | Výlet s limuzínou                     | Chris Song   | Lizzie Molyneux a Wendy Molyneux | 22. března 2020    | 14. června 2022 | 9ASA17    |
| 190          | 18        | Tappy Tappy Tappy Tap Tap Tap          | Stepování na nebeskou bránu           | Ryan Mattos  | Jon Schroeder                    | 19. dubna 2020     | 14. června 2022 | 9ASA18    |
| 191          | 19        | The Handyman Can                       | Kutilovo ego                          | Tom Riggin   | Kelvin Yu                        | 26. dubna 2020     | 14. června 2022 | 9ASA19    |
| 192          | 20        | Poops!... I Didn't Do It Again         | Kdo se bojí záchodků?                 | Chris Song   | Steven Davis                     | 3. května 2020     | 14. června 2022 | 9ASA20    |
| 193          | 21        | Local She-ro                           | Místní hrdinka                        | Ryan Mattos  | Scott Jacobson                   | 10. května 2020    | 14. června 2022 | 9ASA21    |
| 194          | 22        | Prank You for Being a Friend           | Díky za to zlobení                    | Tom Riggin   | Katie Crown                      | 17. května 2020    | 14. června 2022 | 9ASA22    |

### Jedenáctá řada (2020–2021)
| Č. v seriálu | Č. v řadě | Původní název                                                  | Český název                        | Režie        | Scénář                                   | Premiéra v USA     | Premiéra v ČR   | Prod. kód |
| ------------ | --------- | -------------------------------------------------------------- | ---------------------------------- | ------------ | ---------------------------------------- | ------------------ | --------------- | --------- |
| 195          | 1         | Dream a Little Bob of Bob                                      | Bobův klíček                       | Simon Chong  | Dan Fybel                                | 27. září 2020      | 14. června 2022 | AASA01    |
| 196          | 2         | Worms of In-Rear-ment                                          | Ty máš ale roupy!                  | Chris Song   | Nora Smith                               | 4. října 2020      | 14. června 2022 | 9ASA23    |
| 197          | 3         | Copa-Bob-bana                                                  | Bob v nočním klubu                 | Ryan Mattos  | Holly Schlesinger                        | 11. října 2020     | 14. června 2022 | AASA02    |
| 198          | 4         | Heartbreak Hotel-oween                                         | Záhada hotelu zlomených srdcí      | Chris Song   | Rich Rinaldi                             | 1. listopadu 2020  | 14. června 2022 | AASA04    |
| 199          | 5         | Fast Time Capsules at Wagstaff School                          | Časové kapsle                      | Tom Riggin   | Greg Thompson                            | 8. listopadu 2020  | 14. června 2022 | AASA03    |
| 200          | 6         | Bob Belcher and the Terrible, Horrible, No Good, Very Bad Kids | Bob Belcher a hrozné, zlobivé děti | Matthew Long | Steven Davis                             | 15. listopadu 2020 | 14. června 2022 | AASA05    |
| 201          | 7         | Diarrhea of a Poopy Kid                                        | Díky za ten průjem                 | Tom Riggin   | Lizzie Molyneux-Logelin a Wendy Molyneux | 22. listopadu 2020 | 14. června 2022 | AASA08    |
| 202          | 8         | The Terminalator II: Terminals of Endearment                   | Terminalator II: Den přestupu      | Ryan Mattos  | Kelvin Yu                                | 29. listopadu 2020 | 14. června 2022 | AASA07    |
| 203          | 9         | Mommy Boy                                                      | Maminčin chlapeček                 | Simon Chong  | Jon Schroeder                            | 6. prosince 2020   | 14. června 2022 | AASA06    |
| 204          | 10        | Yachty or Nice                                                 | Jachtaři jsou zlo                  | Chris Song   | Scott Jacobson                           | 13. prosince 2020  | 14. června 2022 | AASA09    |
| 205          | 11        | Romancing the Beef                                             | Hovězí romantika                   | Tom Riggin   | Greg Thompson                            | 21. února 2021     | 14. června 2022 | AASA13    |
| 206          | 12        | Die Card, or Card Trying                                       | Nejlepší portrét                   | Matthew Long | Katie Crown                              | 28. února 2021     | 14. června 2022 | AASA10    |
| 207          | 13        | An Incon-Wheelie-ent Truth                                     | Bleší trhy a jeden mamut           | Simon Chong  | Dan Fybel                                | 7. března 2021     | 14. června 2022 | AASA11    |
| 208          | 14        | Mr. Lonely Farts                                               | Gene samotářem                     | Ryan Mattos  | Holly Schlesinger                        | 14. března 2021    | 14. června 2022 | AASA12    |
| 209          | 15        | Sheshank Redumption                                            | Vykoupení z věznice Dieta          | Chris Song   | Jon Schroeder                            | 21. března 2021    | 14. června 2022 | AASA14    |
| 210          | 16        | Y Tu Tina También                                              | Kouzlo španělštiny                 | Mathew Long  | Rich Rinaldi                             | 28. března 2021    | 14. června 2022 | AASA15    |
| 211          | 17        | Fingers-loose                                                  | Neposedné prstíky                  | Simon Chong  | Lizzie Molyneux-Logelin a Wendy Molyneux | 11. dubna 2021     | 14. června 2022 | AASA16    |
| 212          | 18        | Some Kind of Fender Benderful                                  | Čtyři auta a jedna bouračka        | Ryan Mattos  | Kelvin Yu                                | 18. dubna 2021     | 14. června 2022 | AASA17    |
| 213          | 19        | Bridge Over Troubled Rudy                                      | Rudy, pán mostu                    | Chris Song   | Scott Jacobson                           | 2. května 2021     | 14. června 2022 | AASA19    |
| 214          | 20        | Steal Magazine-olias                                           | Kdo okrádá zubaře                  | Mathew Long  | Katie Crown                              | 9. května 2021     | 14. června 2022 | AASA20    |
| 215          | 21        | Tell Me Dumb Thing Good                                        | Blbá tradice, taky tradice         | Simon Chong  | Dan Fybel                                | 16. května 2021    | 14. června 2022 | AASA21    |
| 216          | 22        | Vampire Disco Death Dance                                      | Upíří dýchánek                     | Tom Riggin   | Steven Davis                             | 23. května 2021    | 14. června 2022 | AASA18    |

### Dvanáctá řada (2021–2022)
| Č. v seriálu | Č. v řadě | Původní název                     | Český název                                                                  | Režie                    | Scénář                                   | Premiéra v USA                 | Premiéra v ČR   | Prod. kód     |
| ------------ | --------- | --------------------------------- | ---------------------------------------------------------------------------- | ------------------------ | ---------------------------------------- | ------------------------------ | --------------- | ------------- |
| 217          | 1         | Manic Pixie Crap Show             | Princezny                                                                    | Ryan Mattos              | Nora Smith                               | 26. září 2021                  | 14. června 2022 | AASA22        |
| 218          | 2         | Crystal Mess                      | Krystal                                                                      | Tom Riggin               | Holly Schlesinger                        | 3. října 2021                  | 14. června 2022 | BASA01        |
| 219          | 3         | The Pumpkinening                  | Tykvín                                                                       | Chris Song               | Kelvin Yu                                | 10. října 2021                 | 14. června 2022 | BASA02        |
| 220          | 4         | Driving Big Dummy                 | Jízda                                                                        | Mathew Long              | Jon Schroeder                            | 17. října 2021                 | 14. června 2022 | BASA03        |
| 221          | 5         | Seven-tween Again                 | Zase sedm                                                                    | Simon Chong              | Rich Rinaldi                             | 24. října 2021                 | 14. června 2022 | BASA04        |
| 222          | 6         | Beach, Please                     | Pláž, prosím                                                                 | Ryan Mattos              | Scott Jacobson                           | 7. listopadu 2021              | 14. června 2022 | BASA05        |
| 223          | 7         | Loft in Bedslation                | Loftík                                                                       | Matthew Long             | Jameel Saleem                            | 14. listopadu 2021             | 14. června 2022 | BASA08        |
| 224          | 8         | Stuck in the Kitchen with You     | Uvízl jsem s tebou v kuchyni                                                 | Tom Riggin               | Dan Fybel                                | 21. listopadu 2021             | 14. června 2022 | BASA06        |
| 225          | 9         | FOMO You Didn't                   | O nic jsi nepřišla                                                           | Simon Chong              | Holly Schlesinger                        | 28. listopadu 2021             | 14. června 2022 | BASA09        |
| 226          | 10        | Gene's Christmas Break            | Geneovy Vánoce                                                               | Chris Song               | Katie Crown                              | 19. prosince 2021              | 14. června 2022 | BASA07        |
| 227          | 11        | Touch of Eval(uations)            | Hodnocení                                                                    | Ryan Mattos              | Greg Thompson                            | 9. ledna 2022                  | 14. června 2022 | BASA10        |
| 228          | 12        | Ferry on My Wayward Bob and Linda | Přívoz                                                                       | Matthew Long             | Scott Jacobson                           | 27. února 2022                 | 14. června 2022 | BASA13        |
| 229          | 13        | Frigate Me Knot                   | Mořský vlk                                                                   | Chris Song               | Rich Rinaldi                             | 6. března 2022                 | 14. června 2022 | BASA12        |
| 230          | 14        | Video Killed the Gene-io Star     | Superhvězda                                                                  | Tom Riggin               | Jon Schroeder                            | 13. března 2022                | 14. června 2022 | BASA11        |
| 231          | 15        | Ancient Misbehavin                | Starověké zlobení                                                            | Simon Chong              | Dan Fybel                                | 20. března 2022                | 14. června 2022 | BASA14        |
| 232          | 16        | Interview with a Pop-pop-pire     | Rozhovor s dědou                                                             | Ryan Mattos              | Katie Crown                              | 27. března 2022                | 14. června 2022 | BASA15        |
| 233          | 17        | The Spider House Rules            | Domácí pravidla o pavoucích                                                  | Tom Riggin & Ryan Mattos | Jameel Saleem                            | 10. dubna 2022                 | 14. června 2022 | BASA16        |
| 234          | 18        | Clear and Present Ginger          | Ginger teď a tady                                                            | Chris Song               | Lizzie Molyneux-Logelin a Wendy Molyneux | 24. dubna 2022                 | 14. června 2022 | BASA17        |
| 235          | 19        | A-Sprout a Boy                    | Jak na něj                                                                   | Matthew Long             | Holly Schlesinger                        | 1. května 2022                 | 14. června 2022 | BASA18        |
| 236          | 20        | Sauce Side Story                  | Tajemství ztracené omáčky                                                    | Simon Chong a Tom Riggin | Steven Davis                             | 8. května 2022                 | 14. června 2022 | BASA21        |
| 237–238      | 2122      | Some Like It Bot                  | Já, robot (z osmé třídy) – 1. částByl jednou jeden robot – část 2: Robotnice | Simon ChongRyan Mattos   | Loren Bouchard a Nora Smith              | 15. května 202222. května 2022 | 14. června 2022 | BASA19 BASA20 |

### Třináctá řada (2022–2023)
| Č. v seriálu | Č. v řadě | Původní název                     | Český název                               | Režie                          | Scénář                                   | Premiéra v USA     | Premiéra v ČR     | Prod. kód |
| ------------ | --------- | --------------------------------- | ----------------------------------------- | ------------------------------ | ---------------------------------------- | ------------------ | ----------------- | --------- |
| 239          | 1         | To Bob, or Not to Bob             | Bobem být či nebýt                        | Chris Song                     | Lizzie Molyneux-Logelin a Wendy Molyneux | 25. září 2022      | 12. dubna 2023    | BASA22    |
| 240          | 2         | The Reeky Lake Show               | U jezera                                  | Mathew Long                    | Rich Rinaldi                             | 2. října 2022      | 12. dubna 2023    | CASA01    |
| 241          | 3         | What About Job?                   | Čím bys chtěla být, až budeš velká?       | Tom Riggin                     | Lizzie Molyneux-Logelin a Wendy Molyneux | 9. října 2022      | 12. dubna 2023    | CASA02    |
| 242          | 4         | Comet-y of Errors                 | Komety-e plná omylů                       | Brian LoSchiavo                | Dan Fybel                                | 16. října 2022     | 12. dubna 2023    | CASA03    |
| 243          | 5         | So You Stink You Can Dance        | Tanec s fleky                             | Ryan Mattos                    | Jon Schroeder                            | 23. října 2022     | 12. dubna 2023    | CASA04    |
| 244          | 6         | Apple Gore-chard! (But Not Gory)  | Krvejablečný sad                          | Chris Song                     | Scott Jacobson                           | 30. října 2022     | 12. dubna 2023    | CASA05    |
| 245          | 7         | Ready Player Gene                 | Geneova hra začíná                        | Matthew Long                   | Jameel Saleem                            | 13. listopadu 2022 | 12. dubna 2023    | CASA06    |
| 246          | 8         | Putts-giving                      | Golfovzdání                               | Tom Riggin                     | Katie Crown                              | 20. listopadu 2022 | 12. dubna 2023    | CASA07    |
| 247          | 9         | Show Mama from the Grave          | Maminčin hrob                             | Brian LoSchiavo                | Holly Schlesinger                        | 27. listopadu 2022 | 12. dubna 2023    | CASA08    |
| 248          | 10        | The Plight Before Christmas       | Předvánoční útrapy                        | Chris Song                     | námět: Kelvin Yu scénář: Loren Bouchard  | 11. prosince 2022  | 12. dubna 2023    | CASA10    |
| 249          | 11        | Cheaty Cheaty Bang Bang           | Kdopak to podvádí?                        | Ryan Mattos                    | Steven Davis                             | 8. ledna 2023      | 12. dubna 2023    | CASA09    |
| 250          | 12        | Oh Row You Didn't                 | (Ne)veď loďku svou                        | Matthew Long                   | Rich Rinaldi                             | 19. února 2023     | 12. dubna 2023    | CASA11    |
| 251          | 13        | Stop! Or My Mom Will Sleuth!      | Jak je důležité míti slídila              | Tom Riggin                     | Dan Fybel                                | 26. února 2023     | 26. července 2023 | CASA12    |
| 252          | 14        | These Boots Are Made for Stalking | Bota jménem Šmírák                        | Brian LoSchiavo                | Lindsey Stoddart                         | 5. března 2023     | 26. července 2023 | CASA13    |
| 253          | 15        | The Show (and Tell) Must Go On    | Jedeme (a hledáme) dál                    | Ryan Mattos                    | Jon Schroeder                            | 12. března 2023    | 26. července 2023 | CASA14    |
| 254          | 16        | What a (April) Fool Believes      | S aprílem nejsou žerty                    | Matthew Long                   | Greg Thompson                            | 19. března 2023    | 26. července 2023 | CASA16    |
| 255          | 17        | Crows Encounters of the Bird Kind | Opeřená setkání ptačího druhu             | Chris Song                     | Scott Jacobson                           | 19. března 2023    | 26. července 2023 | CASA15    |
| 256          | 18        | Gift Card or Buy Trying           | Kup, co můžeš                             | Tom Riggin                     | Jameel Saleem                            | 16. dubna 2023     | 26. července 2023 | CASA17    |
| 257          | 19        | Crab-solutely Fabulous            | Krabsolutně dokonalé                      | Brian LoSchiavo                | Katie Crown                              | 23. dubna 2023     | 26. července 2023 | CASA18    |
| 258          | 20        | Radio No You Didn't               | Bylo jednou jedno rádio                   | Ryan Mattos                    | Holly Schlesinger                        | 30. dubna 2023     | 26. července 2023 | CASA19    |
| 259          | 21        | Mother Author Laser Pointer       | Matka, spisovatelka a laserové ukazovátko | Chris Song                     | Lindsey Stoddart                         | 14. května 2023    | 26. července 2023 | CASA20    |
| 260          | 22        | Amelia                            | Amelia                                    | Matthew Long a Brian LoSchiavo | Loren Bouchard                           | 21. května 2023    | 26. července 2023 | CASA21    |

### Čtrnáctá řada (2023–2024)
| Č. v seriálu | Č. v řadě | Původní název                            | Český název                                    | Režie            | Scénář                                   | Premiéra v USA     | Premiéra v ČR     | Prod. kód |
| ------------ | --------- | ---------------------------------------- | ---------------------------------------------- | ---------------- | ---------------------------------------- | ------------------ | ----------------- | --------- |
| 261          | 1         | Fight at the Not Okay Chore-ral          | Tenkrát u Boba na Západě                       | Bernard Derriman | Nora Smith                               | 1. října 2023      | 13. prosince 2023 | CASA22    |
| 262          | 2         | The Amazing Rudy                         | Úžasný Rudy                                    | Ryan Mattos      | Lizzie Molyneux-Logelin a Wendy Molyneux | 8. října 2023      | 13. prosince 2023 | DASA01    |
| 263          | 3         | The Pickleorette                         | Prekérní rozlučka                              | Chris Song       | Steven Davis                             | 22. října 2023     | 13. prosince 2023 | DASA02    |
| 264          | 4         | Running Down a Gene                      | Sním, či Gene?                                 | Matthew Long     | Holly Schlesinger                        | 29. října 2023     | 13. prosince 2023 | DASA03    |
| 265          | 5         | Bully-ieve It or Not                     | Tyran? To teda zírám!                          | Brian LoSchiavo  | Jon Schroeder                            | 5. listopadu 2023  | 13. prosince 2023 | DASA04    |
| 266          | 6         | Escape from Which Island?                | Útěk ze kterého ostrova?                       | Chris Song       | Rich Rinaldi                             | 12. listopadu 2023 | 13. prosince 2023 | DASA06    |
| 267          | 7         | The (Raccoon) King and I                 | Král (mývalů) a já                             | Ryan Mattos      | Scott Jacobson                           | 19. listopadu 2023 | 21. února 2024    | DASA05    |
| 268          | 8         | Wharf, Me Worry?                         | Vedle jak ta škeble                            | Matthew Long     | Katie Crown                              | 26. listopadu 2023 | 21. února 2024    | DASA07    |
| 269          | 9         | Fraud of the Dead: Zombie-docu-pocalypse | Podvod mrtvých: Dokumentární zombie apokalypsa | Brian Loschiavo  | Jameel Saleem                            | 3. prosince 2023   | 21. února 2024    | DASA08    |
| 270          | 10        | The Nightmare 2 Days Before Christmas    | Vánoční (ne)pohoda                             | Ryan Mattos      | Lindsey Stoddart                         | 17. prosince 2023  | 21. února 2024    | DASA09    |
| 271          | 11        | Mission Impossi-Bob                      | Mission Impossi-Bob                            | Chris Song       | Steven Davis                             | 7. ledna 2024      | 21. února 2024    | DASA10    |
| 272          | 12        | Jade in the Shade                        | Hledání pokladu                                | Matthew Long     | Jon Schroeder                            | 10. března 2024    | 25. září 2024     | DASA11    |
| 273          | 13        | Butt Sweat and Fears                     | Pot a hrůzy                                    | Brian Loschiavo  | Holly Schlesinger                        | 19. května 2024    | 25. září 2024     | DASA12    |
| 274          | 14        | The Big Stieblitzki                      | The Big Stieblitzki                            | Ryan Mattos      | Scott Jacobson                           | 8. září 2024       | 25. září 2024     | DASA13    |
| 275          | 15        | The Right Tough Stuff                    | The Right Tough Stuff                          | Chris Song       | Rich Rinaldi                             | 15. září 2024      | 25. září 2024     | DASA14    |
| 276          | 16        | To Catch a Beef                          | Usmažte zloděje                                | Matthew Long     | Jameel Saleem                            | 22. září 2024      | 25. září 2024     | DASA15    |

### Patnáctá řada (2024– )
| Č. v seriálu | Č. v řadě | Původní název                           | Český název                    | Režie            | Scénář            | Premiéra v USA     | Premiéra v ČR  | Prod. kód |
| ------------ | --------- | --------------------------------------- | ------------------------------ | ---------------- | ----------------- | ------------------ | -------------- | --------- |
| 277          | 1         | The Tina Table: The Tables Have Tina-ed | Karta se obráTina              | Bernard Derriman | Greg Thompson     | 29. září 2024      | 15. ledna 2025 | DASA16    |
| 278          | 2         | Saving Favorite Drive-In                | Záchrana oblíbeného autokina   | Brian Loschiavo  | Katie Crown       | 6. října 2024      | 15. ledna 2025 | DASA17    |
| 279          | 3         | Colon-ly the Dronely                    | O tračnících a dronech         | Ryan Mattos      | Lindsey Stoddart  | 20. října 2024     | 15. ledna 2025 | DASA18    |
| 280          | 4         | For Whom the Doll Toes                  | Komu zvoní panna               | Simon Chong      | Loren Bouchard    | 27. října 2024     | 15. ledna 2025 | DASA20    |
| 281          | 5         | Don't Stop Be-cheesin'                  | Nepřestávej sýřit              | Chris Song       | Dan Fybel         | 3. listopadu 2024  | 15. ledna 2025 | DASA19    |
| 282          | 6         | Hope N' Mic Night                       | Zábava, nebo finanční poprava? | Simon Chong      | Loren Bouchard    | 10. listopadu 2024 | 15. ledna 2025 | DASA22    |
| 283          | 7         | Boogie Days                             | Na prkně                       | Brian Loschiavo  | Jon Schroeder     | 24. listopadu 2024 | 15. ledna 2025 | EASA01    |
| 284          | 8         | They Slug Horses, Don't They?           | I koně dostávají nakládačku    | Bernard Derriman | Nora Smith        | 8. prosince 2024   | 15. ledna 2025 | DASA21    |
| 285          | 9         | Dog Christmas Day After Afternoon       | Psí odpoledne o Vánocích       | Chris Song       | Steven Davis      | 15. prosince 2024  | 15. ledna 2025 | EASA02    |
| 286          | 10        | Advice Things Are Ad-Nice               | Rady jsou parádní              | Ryan Mattos      | Holly Schlesinger | 29. prosince 2024  | 15. ledna 2025 | EASA03    |

### Film (2022)
| Původní název           | Český název             | Režie                             | Scénář                      | Premiéra v USA  | Premiéra v ČR                                       |
| ----------------------- | ----------------------- | --------------------------------- | --------------------------- | --------------- | --------------------------------------------------- |
| The Bob's Burgers Movie | Bobovy burgery ve filmu | Loren Bouchard a Bernard Derriman | Loren Bouchard a Nora Smith | 27. května 2022 | 13. července 2022 (titulky) 4. května 2024 (dabing) |

### Krátké filmy
| Původní název       | Český název   | Režie                             | Scénář                      | Premiéra v USA  | Premiéra v ČR |
| ------------------- | ------------- | --------------------------------- | --------------------------- | --------------- | ------------- |
| My Butt Has a Fever | bude oznámeno | Loren Bouchard a Bernard Derriman | Loren Bouchard a Nora Smith | 27. května 2022 | bude oznámeno |